# Mistrovství Evropy dorostenců v orientačním běhu
Mistrovství světa dorostenců v orientačním běhu (anglicky: European Youth Orienteering Championships, zkratka: EYOC) je mezinárodní soutěž konaná od roku 2002. Závodů se mohou účastnit jen dorostenci a dorostenky kategorie do 16 a do 18 let.
| Rok       | Datum                    | Pořadatelská země | Místo konání         |
| --------- | ------------------------ | ----------------- | -------------------- |
| EYOC 2002 | 21. - 23. červen         | Polsko            | Gdyně                |
| EYOC 2003 | 19. - 22. červen         | Slovensko         | Pezinok              |
| EYOC 2004 | 25. - 27. červen         | Rakousko          | Salcburk             |
| EYOC 2005 | 23. - 26. červen         | Česko             | Šumperk              |
| EYOC 2006 | 29. červen - 2. červenec | Slovinsko         | Škofja Loka          |
| EYOC 2007 | 22. - 24. červen         | Maďarsko          | Eger                 |
| EYOC 2008 | 10. - 12. říjen          | Švýcarsko         | Oberaargau-Solothurn |
| EYOC 2009 | 2. - 5. červen           | Srbsko            | Kopaonik             |
| EYOC 2010 | 1. - 4. červen           | Španělsko         | Soria                |
| EYOC 2011 | 23. - 26. červen         | Česko             | Jindřichův Hradec    |
| EYOC 2012 | 28. červen - 1. červenec | Francie           | Bugeat               |
| EYOC 2013 | 24. - 27. říjen          | Portugalsko       | Caldas da Rainha     |
| EYOC 2014 | 25. - 28. červen         | Makedonie         | Strumica             |
| EYOC 2015 | 25. - 28. červen         | Rumunsko          | Kluž                 |
| EYOC 2016 | 1. - 3. červenec         | Polsko            | Jarosław             |
| EYOC 2017 | 29. červen - 2. červenec | Slovensko         | Banská Bystrica      |
| EYOC 2018 | 28. červen - 1. červenec | Bulharsko         | Veliko Tarnovo       |
| EYOC 2019 | 28. - 30. červen         | Bělorusko         | Grodno               |